# Сохта (блюдо)
Сохта (сухта) — домашняя ливерная колбаса, приготовленная с фаршем из печени и жира, распространённая среди различных народов Кавказа. Входит в карачаево-балкарскую, кумыкскую кухню. Для начинки бараньих кишок, в основном, используется печень, но встречаются рецепты и с бараньими лёгкими, почками, сердцем. В список ингредиентов для приготовления сохта также входят: сало (жир), кукурузная мука (крупа) или рис, чеснок или репчатый лук, соль, специи. Иногда добавляют курагу или изюм. Субпродукты мелко нарезают или пропускают через мясорубку, соединяют с другими ингредиентами. Затем начиняют полученной массой кишки, протыкают их в нескольких местах. Сохта варят на слабом огне, подают к столу горячей. Таким образом, сохта не готовится впрок. Получившийся при варке бульон нередко используют для приготовления соусов.